# دهه ۱۰۲۰ (پیش از میلاد)
دهه ۱۰۲۰ (پیش از میلاد) صد و دومین دهه قبل از مبدا شروع تقویم میلادی است.